# Eugen Prager
Eugen Prager (* 31. Mai 1876 in Bosatz, Landkreis Ratibor, Provinz Schlesien; † Januar 1942 im Ghetto Riga) war ein sozialdemokratischer Publizist. Er arbeitete für zahlreiche Zeitungen und verfasste eine erste Geschichte der USPD.

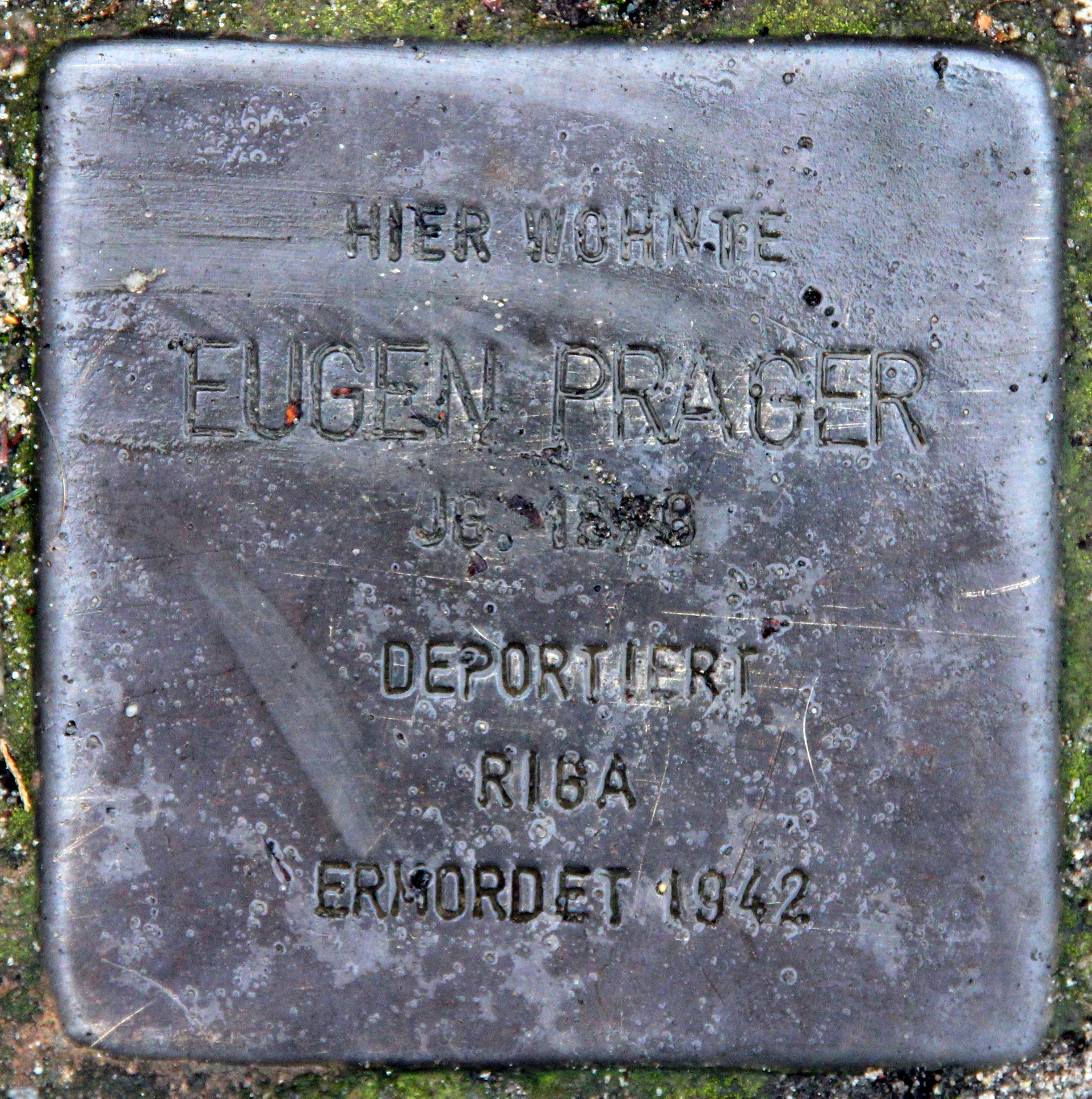
Stolperstein in Erinnerung an das Ehepaar Prager in der Riemeisterstr 78 in Berlin-Zehlendorf

## Frühe Jahre
Prager wuchs in Breslau auf, wo seine Familie ein Geschäft für Herrenkonfektion betrieb. Das Elternhaus war jüdisch-liberal geprägt. Er besuchte die Mittelschule und erlernte den Beruf des Handlungsgehilfen. Neben seinem Beruf bildete er sich autodidaktisch weiter. Nach seiner Militärzeit schloss er sich den freien Gewerkschaften und der SPD an. Er gehörte dem Zentralverband der Handlungsgehilfen und -gehilfinnen Deutschlands an und trat bald häufig als Referent auf und wurde Vorsitzender der Ortsgruppe in Breslau. Auch in der örtlichen Partei beteiligte er sich aktiv an Diskussionen und dem Parteileben. Er kritisierte unter anderem die Leitung der örtlichen Parteizeitung Volkswacht. Dabei unterstützte er den marxistischen Kurs von Karl Kautsky. 
Er selbst war inzwischen freier Mitarbeiter des Blattes und schrieb vor allem über kulturelle Themen. Er verfasste insbesondere zahlreiche Theaterkritiken. Im Jahr 1905 heiratete er Frieda Orcudesch aus einem wohlhabenden religiös eingestellten jüdischen Elternhaus aus Hamburg. Diese setzte sich früh für Frauenrechte ein, setzte in der Familie durch, Lehrerin werden zu können, stand dem Zionismus nahe und schloss sich in Hamburg der SPD an.

## Von Offenburg nach Erfurt
Im Jahr 1906 wechselte er als hauptamtlicher Redakteur zur sozialdemokratischen Zeitung Abendblatt nach Offenburg. Insbesondere seine Frau war zu dieser Zeit politisch sehr aktiv und lernte Clara Zetkin und August Bebel persönlich kennen. Bereits 1907 wechselte er zur sozialdemokratischen Rheinischen Zeitung nach Köln. Er übernahm die Ressorts Gewerkschaftliches, Soziales und Gerichtszeitung. In Köln gehörte er dem örtlichen Parteivorstand und dem Bildungsausschuss an. Bei der Organisation von Kulturveranstaltungen arbeitete dieser eng mit den Gewerkschaften zusammen. Im Jahr 1911 wurde er wegen eines Pressvergehens zu einem Monat Haft verurteilt. 
Im selben Jahr wurde er Chefredakteur der Tribüne in Erfurt. Seine Frau ließ sich von ihm scheiden und lebte in dieser Zeit in Berlin und machte das Abitur. Danach begann er Medizin zu studieren, ohne das Studium abzuschließen. Für die Trennung von ihrem Mann gab sie politische Meinungsverschiedenheiten an. In Erfurt sorgte Prager für eine Modernisierung des Layouts der Zeitung und erhöhte die Zahl der Leitartikel, die er meist selbst schrieb. Beiträge lieferten der von Prager hochgeschätzte Kautzky aber auch die Parteilinken Rosa Luxemburg, Franz Mehring, Alexander Parvus, Paul Lensch oder Julian Borchardt. Das Blatt war in den innerparteilichen Auseinandersetzungen relativ links orientiert, kritisierte den zentristischen Vorstand und reformerische Ansätze in der Partei. 
In der Erfurter SPD nahm Prager kein Vorstandsamt ein, beteiligte sich aber an den innerparteilichen Diskussionen. Deutlich stärker engagierte er sich in der Bildungsarbeit. 1911 wurde er zum Vorsitzenden des Bezirksbildungsausschusses für Thüringen gewählt. Nicht zuletzt kümmerte er sich um die Bildungsarbeit für Frauen. Er selbst hielt zahlreiche Vorträge etwa über die Parteigeschichte, zum Pressewesen und anderen Themen. Über den Bezirk hinaus strebte er eine Weiterbildung der Redakteure der Parteipresse an. Große Resonanz hatte er damit nicht.

## Leipziger Volkszeitung
Im April 1914 wechselte Prager als zweiter politischer Redakteur und stellvertretender Chefredakteur zur Leipziger Volkszeitung. Diese war eines der wichtigsten und größten Parteiblätter. Es war das wichtigste Organ der Parteilinken unter den sozialdemokratischen Tageszeitungen. Die meisten Leitartikel verfasste der Chefredakteur Hans Block selber. Prager steuerte etwa zwei Leitartikel pro Woche bei. 
Von Anfang an stand das Blatt dem Ersten Weltkrieg ablehnend gegenüber. Völlig überrascht wurden Prager und Block von der Bewilligung der Kriegskredite durch die SPD-Reichstagsfraktion. Die Zeitung trat in der Folge für einen annexionslosen Frieden ein und unterstützte relativ bald die innerparteiliche Opposition. Prager selbst unterzeichnete schon im Juni 1914 einen Aufruf von Karl Liebknecht an den Parteivorstand und die Reichstagsfraktion, in dem gegen die Burgfriedenspolitik protestiert wurde. Prager und die Redaktion orientierten sich weitgehend am Oppositionskurs von Hugo Haase. 
Im Mai 1915 heiratete er Gertrud Friedländer. Sie stammte aus einer liberalen jüdischen Familie. Aus der Ehe gingen drei Kinder hervor.
Wegen der politischen Ausrichtung wurde das Blatt mehrfach verboten. Bei der Gründung der USPD 1917 trat Prager wie die gesamte Leipziger Sozialdemokratie zur neuen Partei über. Damit wurde die Volkszeitung zum inoffiziellen Parteiorgan der USPD. Um einen unliebsamen Kritiker loszuwerden, sorgten die Behörden für die Einberufung Pragers zum Militär. Diese Zeit dauerte nicht lange und bereits im April 1918 war er wieder Redakteur. Wie er die unmittelbare Revolutionszeit im November 1918 erlebte, ist unbekannt. Im Februar 1919 sprach er sich für eine Sozialisierung der Industrie aus. Kritisch stand er in dieser Zeit der KPD gegenüber.

## Die Freiheit
Nach der Novemberrevolution gründete die USPD mit der Freiheit in Berlin ein offizielles Parteiorgan. Prager wurde am 1. Mai 1919 Redaktionsmitglied. Er stand in dieser Zeit in engem Kontakt zu den führenden Persönlichkeiten der Partei und beteiligte sich auch durch seine Artikel an der Meinungsbildung. Er war optimistisch, dass es bald auch in Westeuropa zu revolutionären Entwicklungen kommen würde und warnte davor, sich einseitig an die kommunistische Internationale anzuschließen, da die Bedingungen im agrarischen Russland für die westlichen Länder kein Vorbild sein könnten. Eine Anlehnung an Moskau würde eine Parteispaltung bedeuten. Da die Presskommission der Partei von Anhängern eines Anschlusses an die Kommunistische Internationale dominiert wurde, versuchte sie letztlich vergeblich Prager von seinem Posten zu entfernen. 
Nach der vollzogenen Parteispaltung stand er einer möglichen Zusammenarbeit mit der KPD ablehnend gegenüber. Bemerkenswert angesichts der Volksabstimmung in Oberschlesien war sein Eintreten für eine deutsch-polnische Versöhnung. Innerhalb der Redaktion mehrte sich nach der Abspaltung des kommunistisch orientierten Flügels die Überzeugung, dass die USPD als eigenständige Kraft keine Zukunft mehr hatte. Damit stand sie Anfang 1922 noch weitgehend allein in der Partei und die Redakteure mussten ihren Posten räumen. Nur wenige Monate später entsprach die Position der Meinung in der Gesamtpartei.

## Geschichte der USPD
Bereits 1921 hatte Prager sein Buch Die Geschichte der USPD vorgelegt. Diese Arbeit wurde mehrfach aufgelegt und in der frühen Bundesrepublik Deutschland nachgedruckt. Unter dem Titel Das Gebot der Stunde. Die Geschichte der USPD wurde das Werk 1980 neu ediert und, mit einer Einleitung von Ossip K. Flechtheim versehen, neu herausgegeben. Das Werk, eigentlich eine polemische Streitschrift, spielt eine wichtige Rolle für die Forschung zur USPD. Ein Großteil der Schrift beschäftigt sich mit den innerparteilichen Konflikten in der SPD vor und nach 1914. Besonders die Debatten nach Kriegsausbruch werden detailliert nachgezeichnet. Der Abdruck von Dokumenten, die so bislang noch nicht zusammengestellt und abgedruckt worden waren, macht den nachhaltigen Wert des Buches aus. 

## Vorwärts und Parlamentsberichterstatter
Nach der Vereinigung der USPD mit der SPD arbeitete Prager für den Vorwärts. Er war seit 1922 wahrscheinlich zunächst freier Mitarbeiter. Daneben hat er wohl zeitweise auch als Handelsvertreter gearbeitet. Mit der Führung des Vorwärts durch Friedrich Stampfer unzufrieden, wurde Prager 1924 Sekretär der SPD-Reichstagsfraktion. Auch dort war er journalistisch tätig. Er hatte anfangs in etwa die Funktion eines heutigen Pressesprechers. Seit 1925 war er Redakteur der Fraktion und als solcher für die Parlamentsberichterstattung des Sozialdemokratischen Pressedienstes verantwortlich. Die sozialdemokratischen Tageszeitungen druckten Pragers Berichte aus dem Parlament dann ab. 
Im Jahr 1928 wurde die bisherige Spätausgabe des Vorwärts neu gestaltet. Unter dem Titel Der Abend. Spätausgabe des Vorwärts sollte eine moderne Zeitung speziell für Berlin erscheinen, die den Bedürfnissen der Leser entgegenkam und mit zahlreichen Illustrationen versehen war. Ehrgeiziges Ziel war es auch mit anderen Zeitungen im Straßenverkauf konkurrieren zu können. Verantwortlicher Redakteur wurde Prager, der daneben weiter Parlamentsberichterstatter blieb. Ein Mittel, um die Verkaufszahlen zu erhöhen, war der Abdruck von Fortsetzungsromanen. Prager begann mit Der Schatz der Sierra Madre von B. Traven. Auch wurden deutlich mehr Berichte zu Technik, Sensationen, Alltagsgeschichten, Kriminalfälle, Film oder Sport als in den üblichen Parteiblättern abgedruckt. In der Aufmachung erinnerte das Blatt an eine Boulevardzeitung. Zwar konnte die Zeitung letztlich im Straßenverkauf mit anderen Presseerzeugnissen nicht konkurrieren, aber die Zahl der Abonnenten wuchs. Während der Weltwirtschaftskrise musste der Umfang allerdings eingeschränkt werden.
Neben seiner beruflichen Tätigkeit hat Prager sich seit 1912 im Verein Arbeiterpresse engagiert. In diesem war er nach dem Ersten Weltkrieg längere Zeit Schriftführer. Im Jahr 1929 wurde er auch Schriftleiter des Vereinsorgans. In dieser Zeit wurde das Blatt politischer und Prager stieß eine Debatte zu einer Reform der Parteipresse an. Er selbst machte dazu verschiedene Vorschläge. Er plädierte unter anderem für eine rasche Aktualität, für mehr Bilder und den Ausbau des eher unterhaltenden Teils inklusive Radio, Film und Sport.
Stark engagierte sich Der Abend im Kampf gegen den Nationalsozialismus. Nach Art der Boulevardpresse gab es „Enthüllungen“ über die Geldgeber der NSDAP oder über moralische Defizite von NS-Größen. Nicht nur in Der Abend, auch in anderer Weise wandte sich Prager gegen den Nationalsozialismus. Er veröffentlichte die Broschüre 1932 Wer hat uns verraten? Kritisiert wurden darin auch KPD und DNVP. Vor allem aber richtete er sich gegen die NSDAP. Deren leeren Versprechen stellte er die Errungenschaften der Weimarer Republik gegenüber. Die NSDAP erschien dabei als Erfüllungsgehilfe des Großkapitals. Die Broschüre unterschied sich bereits durch ihre äußere Aufmachung mit einem roten Umschlag, knappen Texten und großen Überschriften von den üblichen Parteierzeugnissen. Sie wurde in hoher Auflage gedruckt und verbreitet.

## Erste Jahre während der nationalsozialistischen Herrschaft
Eugen Prager nahm am 30. Januar 1933 an einer Sitzung der SPD-Reichstagsfraktion teil, als die Nachricht der Ernennung Hitlers zum Reichskanzler bekannt wurde. Möglicherweise hat er bei Gesprächen zwischen Friedrich Stampfer und Vertretern der Kommunisten in den folgenden Tagen vermittelt. Ihm war nach dem Reichstagsbrand klar, dass die Regierung diesen zum Machtausbau instrumentalisieren würde. Nach dem Brand wurde seine Wohnung von der SA verwüstet. In der Folge verlor Prager seine berufliche Existenz. Außerdem erlebte er die zunehmende Ausgrenzung der Juden aus der Gesellschaft am eigenen Leib mit. Von direkter politischer Verfolgung blieb er trotz seiner antinationalsozialistischen Broschüre in den folgenden Jahren verschont. Um zu überleben, richtete er ein Presseausschnittsbüro ein. 
Für das Ausland gab er einen Nachrichtendienst Blaue Presse heraus. Von einer Telefonzelle aus informierte er Nachts die sozialdemokratische Exilpresse über die Vorgänge in Deutschland. Unter Pseudonym veröffentlichte er auch eigene Artikel. Diese wurden möglicherweise von der Zeitung der Deutschen Sozialdemokratischen Arbeiterpartei der Tschechoslowakischen Republik in Karlsbad gedruckt. 
Er hielt darüber hinaus Kontakt zu früheren Parteifreunden. Es gab Beziehungen zu Otto Brass und der Deutschen Volksfront. Früh betrieb das Ehepaar Prager die Auswanderung der Kinder. Diese kamen Mitte der 1930er Jahre nach Palästina. Prager selbst wandte sich stärker dem Judentum zu, schrieb bis zu deren Verbot für jüdische Zeitungen und engagierte sich für jüdische Wohlfahrtsorganisationen. Auch jüdische Feste und Rituale wie der Besuch der Synagoge wurden für ihn wichtiger.

## Vergebliche Auswanderungsbemühungen und Ermordung
Im Jahr 1937 reiste er zu den Kindern nach Palästina. Sehr beeindruckt war er vom Leben im Kibbuz. Er sondierte auch Möglichkeiten zur eigenen Auswanderung. Nach der Rückkehr nach Berlin verschlechterten sich die Lebensbedingungen für Prager stark. Aus Geldmangel musste das Ehepaar 1938 mit einem möblierten Zimmer vorliebnehmen. Wahrscheinlich war er in den folgenden Jahren auf Unterstützung jüdischer Hilfsorganisationen angewiesen. Eine von den Kindern betriebene Auswanderung scheiterte an Fehlern der Mandatsbehörden in Palästina. Mit dem Beginn des Zweiten Weltkrieges war Auswanderung kaum noch möglich. Freunde versuchten auch 1940 und 1941 noch die Auswanderung zu ermöglichen. Im Januar 1942 erfolgte dann die Deportation in das Ghetto von Riga. Unmittelbar nach ihrer Ankunft wurden sie in einem Wald bei Riga ermordet.